# Felipe Cadenazzi
Felipe Cadenazzi (Arroyo Aguiar, Provincia de Santa Fe, Argentina; 12 de octubre de 1991) es un futbolista argentino. Juega como delantero y actualmente juega para el Defensor Sporting Club de la Primera División de Uruguay.

## Trayectoria
Se formó en las divisiones inferiores de Atlético Rafaela, pero fue dejado en libertad de acción antes de poder debutar con la camiseta de la Crema. De ahí partió hacia Santiago del Estero para incorporarse a Central Córdoba, club con el que sumó sus primeros minutos como profesional disputando el Torneo Argentino A, aunque luego no tuvo muchas chances.
De regreso en su Santa Fe natal, decidió sumarse a las filas de Santa Fe FC, luego renombrado Corinthians Santa Fe como parte de un convenio firmado entre los fundadores del club y el propio Corinthians de Brasil. Allí jugó la Liga Santafesina durante 2012 y 2013, hasta que a principios de 2014, fruto del acuerdo antes mencionado, Cadenazzi tiene la chance de incorporarse al Flamengo de Guarulhos, club que fue adquirido por el Timao.
Luego de militar seis meses en el ascenso brasileño, retornó nuevamente a Santa Fe y se reincorporó al Corinthians Santa Fe para jugar la liga local. Sin embargo, a principios de 2015, surge la posibilidad de realizar una prueba en Atlético Paraná. Allí convence a Edgardo Cervilla, entrenador del Decano, quien decide sumarlo al plantel que hará su debut absoluto en la Primera B Nacional.

## Clubes
| Club                  | País                | Año                 | PJ   | G   |
| --------------------- | ------------------- | ------------------- | ---- | --- |
| Central Córdoba (SdE) | Argentina           | 2011                | 1    | 0   |
| Corinthians Santa Fe  | Argentina           | 2012-2013           | ?    | ?   |
| Flamengo de Guarulhos | Brasil              | 2014                | 2    | 0   |
| Corinthians Santa Fe  | Argentina           | 2014                | ?    | ?   |
| Atlético Paraná       | Argentina           | 2015-2017           | 69   | 13  |
| Quilmes               | Argentina           | 2017-2018           | 15   | 5   |
| Mitre (SdE)           | Argentina           | 2018-2019           | 15   | 1   |
| Brown                 | Argentina           | 2019-2020           | 15   | 2   |
| Alvarado              | Argentina           | 2020-2021           | 32   | 13  |
| Seoul E-Land          | Corea del Sur       | 2022                | 34   | 10  |
| Magallanes            | Chile               | 2023                | 8    | 0   |
| Borneo FC Samarinda   | Indonesia           | 2023-2024           | 29   | 15  |
| Defensor Sporting     | Uruguay             | 2024-Act.           | 14   | 4   |
| Total en su carrera   | Total en su carrera | Total en su carrera | +234 | +63 |

## Palmarés

### Campeonatos nacionales
| Título             | Equipo     | País  | Año  |
| ------------------ | ---------- | ----- | ---- |
| Supercopa de Chile | Magallanes | Chile | 2023 |